# حرف دركليه

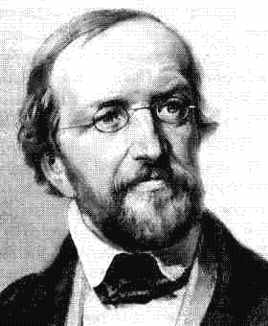

في نظرية الأعداد، حروف دركليه (بالإنجليزية: Dirichlet character)‏ هي نوع خاص من الدوال الحسابية, تنبثق من حروف جداءية بصفة كاملة على وحدات المجموعة {\displaystyle \mathbb {Z} /k\mathbb {Z} }. تستعمل حروف دركليه من أجل تعريف دوال دركليه اللامية.
{\displaystyle L(s,\chi )=\sum _{n=1}^{\infty }{\frac {\chi (n)}{n^{s}}}}